# Lucky Star
«Lucky Star» es una canción interpretada por la cantante estadounidense Madonna, incluida en su álbum debut homónimo. El sello discográfico Sire Records la publicó como el cuarto sencillo del álbum el 8 de septiembre de 1983. La canción también figuró en los recopilatorios The Immaculate Collection (1990) y Celebration (2009). «Lucky Star» fue compuesta por Madonna y producida por Reggie Lucas, pero como la cantante no quedó satisfecha con el resultado final, llamó a su novio de entonces, John «Jellybean» Benitez, para que remezclara el tema basándose en sus ideas. «Lucky Star» es una pista dance de ritmo medio, que comienza con fragmentos de notas sintetizadas, seguidas de percusiones electrónicas y aplausos; la letra es repetitiva y vana, y gira en torno a la ambigüedad pura de las estrellas, en yuxtaposición a un personaje masculino descrito como un astro en el cielo.
Críticos modernos y contemporáneos elogiaron la canción y la denominaron como la introducción a la música dance de carácter optimista. «Lucky Star» se convirtió en el primer sencillo de Madonna en alcanzar el top cinco de la lista Billboard Hot 100, al llegar al cuarto puesto; anteriormente había llegado al número uno en la listas dance, cuando ingresó junto con el sencillo previo «Holiday». El video musical muestra a Madonna bailando frente a un fondo blanco, acompañada de sus bailarines. Tras su lanzamiento, el estilo y forma de vestir de la cantante se convirtieron en una moda entre los jóvenes. Varios académicos señalaron que en el video, Madonna se retrató como narcisista y un personaje ambiguo, refiriéndose a sí misma como la estrella de la suerte, al contrario del significado de la letra. La canción ha sido incluida en cuatro de las giras musicales de la artista, la última de las cuales fue en el Rebel Heart Tour de 2015-2016, donde formó parte de un popurrí junto con otros temas. Además, ha sido versionada por múltiples artistas.

## Antecedentes y composición

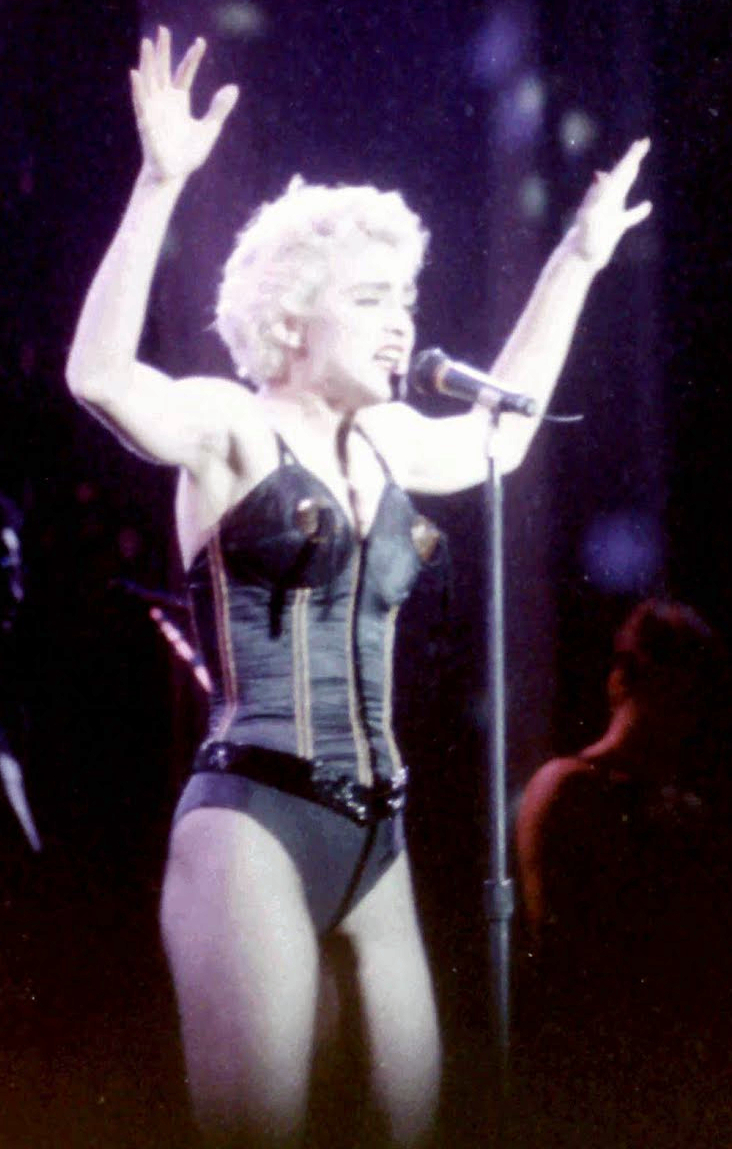
Madonna interpretando «Lucky Star» en uno de los conciertos del Who's That Girl World Tour (1987)

En 1983, Madonna se encontraba grabando su primer álbum de estudio con el productor de Warner Music Reggie Lucas, y su entonces novio John «Jellybean» Benitez; el problema era que no tenía suficiente material para un elepé completo. Lucas produjo ocho temas para su álbum: «Borderline», «Burning Up», «Physical Attraction», «I Know It», «Think Of Me», y por último «Lucky Star». Madonna compuso la canción para el DJ Mark Kamins, quien le prometió tocarla en la discoteca Danceteria, donde trabajaba. Sin embargo, cambió de parecer y decidió usar la canción para su primer disco, que en ese entonces planeaba llamar Lucky Star, pues creía que el tema, junto con «Borderline», eran la base perfecta del álbum. Tras grabar la canción, empezaron a surgir problemas entre Madonna y Lucas, pues la cantante no estaba contenta con el resultado final, ya que sentía que el productor utilizaba demasiados instrumentos y no tomaba en cuenta sus ideas. Esto llevó a una disputa con Lucas, quien abandonó el proyecto sin finalizar las canciones. Fue entonces cuando la intérprete llamó a Benitez para que hiciera remezclas de «Lucky Star» y «Borderline», así como de las demás canciones grabadas. En una entrevista, Benitez recordó:

[Madonna] estaba insatisfecha con todo, así que entré y endulcé mucha música para ella, añadí algunas guitarras a «Lucky Star», algunas voces, un poco de magia. [...] Solo quería hacer el mejor trabajo para ella. Cuando escuchábamos «Holiday» o «Lucky Star», podías ver que estaba abrumada por cuán genial sonaba. Querías ayudarla, ¿sabes? Por más que pudiese ser una perra, cuando estabas trabajando con ella, era genial, muy creativa.

En un principio se tenía planeado publicar «Lucky Star» como el tercer sencillo de Madonna, pero «Holiday» se había convertido en un éxito en las listas dance de Estados Unidos, por lo tanto, esta se puso a la venta como el cuarto sencillo. El ejecutivo musical Jeff Ayeroff recordó cómo Madonna inicialmente no quería publicar «Lucky Star» como sencillo. Cuenta que por aquel entonces la habían demandado y necesitaba dinero, así que él le propuso: «Déjame lanzar "Lucky Star", y te garantizo que venderás los suficientes discos para pagar eso». Según Ayeroff, tuvo razón porque el tema le «abrió las puertas al primer álbum de par en par». Musicalmente, es una pista dance de ritmo medio, que comienza con unos fragmentos de notas sintetizadas, seguidas de percusiones electrónicas fuertes y aplausos. Posteriormente, se aprecia una guitarra con un riff agudo acompañada de un sonido grave de sintetizador. La canción repite de forma constante el hook star light, star bright —en español: «estrella luminosa, estrella brillante»— por más de un minuto, antes de comenzar el estribillo. De acuerdo al escritor Rikky Rooksby, la letra es repetitiva y vana, y gira en torno a la ambigüedad pura de las estrellas, en yuxtaposición a un personaje masculino descrito como un astro en el firmamento. «Lucky Star» está escrita en un compás de 4/4, con un tempo moderado de 108 pulsaciones por minuto. La melodía está compuesta en la tonalidad de sol mayor y sigue una secuencia básica de sol–la–si♭–re–mi♭–fa♯ en una progresión de acordes. El registro vocal de Madonna abarca desde sol3 a fa♯5.

## Recepción crítica

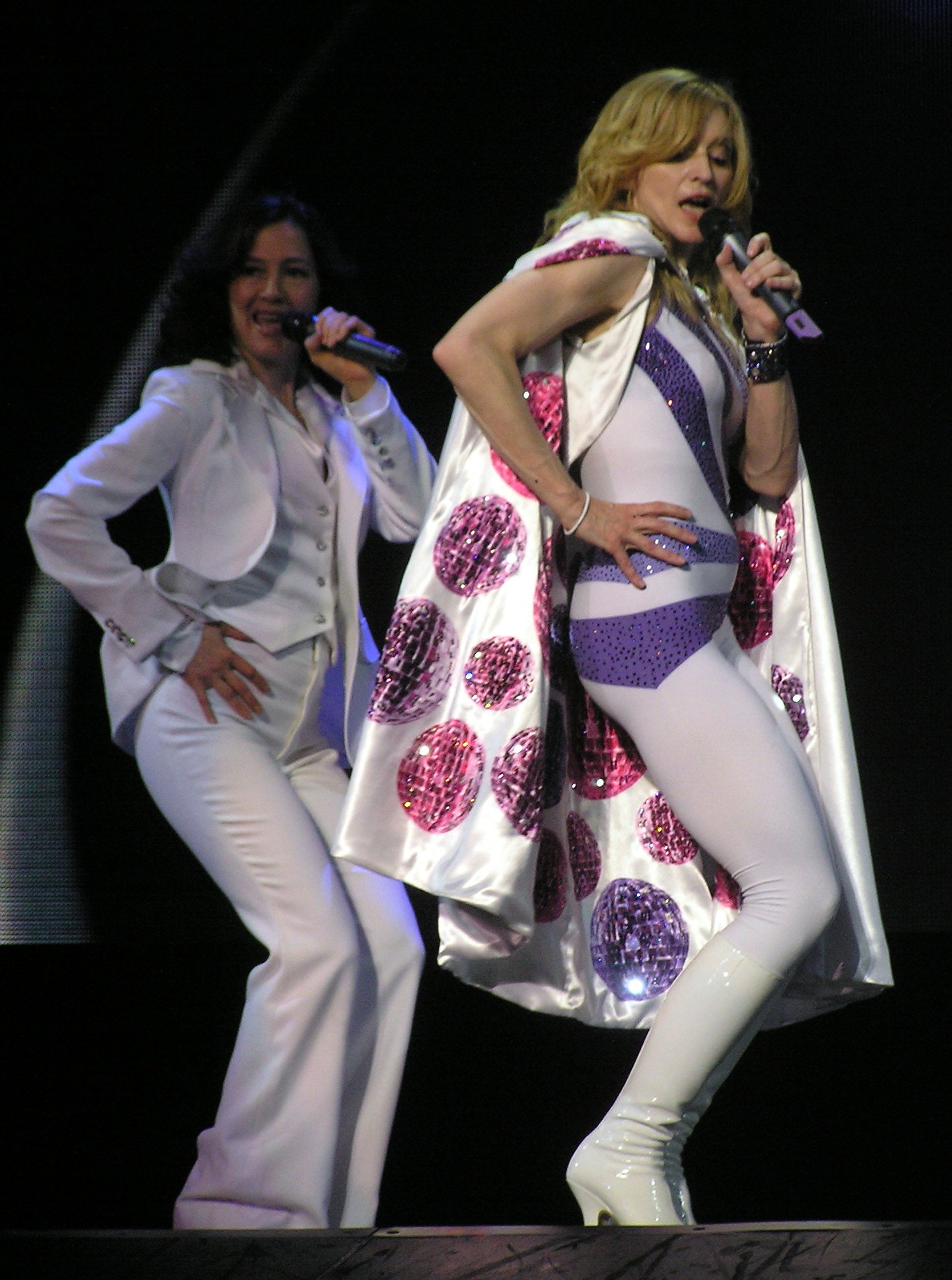
Madonna y su corista cantando «Lucky Star» durante uno de los conciertos del Confessions Tour (2006)

El autor J. Randy Taraborrelli, en su biografía de Madonna, dijo que «Lucky Star» era una canción «suave, bailable, pero olvidable», aunque sí elogió el ingenio de la canción, al que le atribuyó su simplicidad y su naturaleza dance. Rikki Rooksby, autor de The Complete Guide to the Music of Madonna, notó que la artista tenía una voz «cursi» en la canción y la comparó con la de Cyndi Lauper. En su libro Queer, Simon Gage la describió como «un número feliz de disco». Santiago Fouz-Hernández y Freya Jarman-Ivens, autores de Madonna's Drowned Worlds, sintieron que con canciones como «Lucky Star» y «Burning Up» (1983), la cantante presentó «un estilo de música dance optimista que resultaría particularmente atractivo para el público homosexual». El tenor y académico inglés John Potter, en su libro The Cambridge Companion to Singing, comentó que «Lucky Star» era un número soft-soul con influencias de música disco, aunque criticó la reverberación y grabación multipista, ya que sentía que la «despersonalizaban». Sal Cinquemani, de Slant Magazine, dijo que la canción había «precedido, sin saberlo, su más reciente incursión en las brillantes salas de lo electrónico-pop». Eric Henderson, de la misma publicación, lo llamó un «monstruo sonoro digno del sistema de David Mancuso y The Loft, equilibrado con un estribillo construido alrededor de un mantra infantil y entregado mediante una voz teñida de helio». Bill Lamb de About.com dijo que «Lucky Star», junto con «Holiday» y «Borderline», poseía hooks de música pop «irresistibles».
Louis Virtel, de NewNowNext, la ubicó en la decimonovena posición del conteo de las 100 canciones más destacadas de la intérprete; dijo que se trataba de un tema «determinadamente animado» y la comparó con «Gett Off» (1991), de The New Power Generation, «con la excepción de que ["Lucky Star"] es más suave y más sensual». Guillermo Alonso, de la edición española de la revista Vanity Fair, opinó que «tiene valor a día de hoy porque suena como [Madonna] no ha vuelto a sonar nunca: ingenua e infantil. Por lo demás, resulta divertida a secas como recordatorio de los orígenes de un monstruo». En sus reseñas al álbum recopilatorio The Immaculate Collection, David Browne, de Entertainment Weekly, elogió la remezcla de «Lucky Star», y Robert Christgau calificó la canción como «bendita». Katie Atkinson de Billboard la ubicó en la posición dieciséis del ranking de las 100 mejores canciones de la artista; la llamó una «irresistible canción de cuna para [los] clubes nocturnos». Stephen Thomas Erlewine del portal Allmusic, la citó como uno de los puntos culminantes de Madonna y la describió como «efervescente». Stewart Mason, del mismo portal, también la elogió y declaró que «como canción, "Lucky Star" solo resulta insustancial en una exposición casual, pero si se presta atención suena decidida y conscientemente minimalista. Consistente en un estribillo sencillo, basado en una rima infantil elemental, versos incompletos que no aparentan tener otra función que la de impulsar la canción hacia al estribillo, y un puente de guitarra y percusión electrónica vibrante, la canción es totalmente simple con sus arreglos espartanos y producción aséptica, pero de alguna manera, funciona». Ed Masley, de The Arizona Republic, la llamó «juvenil e ingenua» y destacó el verso Shine your heavenly body tonight como «lo más cercano a una insinuación sexual». Concluyó que «a veces solo necesitas una interpretación fresca y un ritmo sensual de disco post-Chic para convertirte en una verdadera sensación pop». El diario colombiano El País afirmó que «Burning Up», «Holiday», «Lucky Star» y «Borderline» eran «piezas con las que la reina iniciaba su ascenso al trono».
Leo Tassoni, autor del libro Madonna, elogió la composición del tema y la calificó de «subyugante». En su libro Enciclopedia Gay, Ignacio D'Amore y Mariano López afirmaron que el tema pertenecía a la «etapa chillido» de la cantante. Un crítico del portal de internet RPP dijo que: «Temas como "Lucky Star", "Holiday" y "Borderline", fueron solo el inicio de una cadena de éxitos que marcaron, influyeron y generaron tendencias en grandes estrellas». Ricardo Marin, de la estación de radio mexicana Ibero 90.9, declaró que en «Lucky Star» se distingue un sonido electrónico que «tiene herencia de los mismos innovadores: Kraftwerk, New Order [y] Orchestral Manoeuvres in the Dark», y elogió sus «beats en contratiempo» y su «precisión armónica demasiado bailable». Juan Puchades, de la revista española Efe Eme, elogió la composición de Madonna, «que con su voz juguetona (levemente infantil) se sale en canciones como la imbatible "Lucky Star"». Sebas E. Alonso, de Jenesaispop, la incluyó en la posición 59 de su lista de las sesenta mejores canciones de la artista. Elogió su «combinación de guitarras cristalinas post-disco y luego distorsionadas, diferentes tipos de sintetizadores (unos más desbocados, otros casi tropicales) y coros tan disco-soul», aunque criticó el estribillo por ser «un poco repetitivo». En agosto de 2018, Chuck Arnold de Entertainment Weekly lo ubicó en la 26.º posición del ranking de los mejores sencillos de la cantante y lo llamó «radiante». Del portal Medium, Richard LeBeau opinó que «no ha envejecido particularmente bien, pero aun así es una gema icónica y pegadiza del pop de principios de los '80 que claramente anunció su llegada». Joe Morgan, de Gay Star News, opinó que era «pura ingenuidad. Madonna en su [punto] más ochentero».

## Recepción comercial
El sello discográfico Sire Records publicó «Lucky Star» como el cuarto sencillo oficial del álbum Madonna el 8 de septiembre de 1983. El tema ingresó en la lista Billboard Hot 100 en el puesto número 49, la semana del 25 de agosto de 1984. Alcanzó su mejor posición en el número cuatro y permaneció dentro de la lista por un total de dieciocho semanas. También logró entrar en otras listas de Billboard, tales como el Top Black Singles y el Adult Contemporary, en las posiciones 42 y 19, respectivamente. Antes de su lanzamiento, ya había llegado a la cima del conteo Dance Club Songs, junto con «Holiday». Por su parte, en Canadá, debutó en la posición 89 de la lista RPM Top 100 Singles, antes de alcanzar el número 8 en noviembre de 1984; permaneció en el repertorio durante diecinueve semanas. En la edición de fin de año de 1984, de esa misma lista, «Lucky Star» alcanzó el puesto 72.
En el Reino Unido, la canción se publicó originalmente como el segundo sencillo del álbum en septiembre de 1983, aunque solo alcanzó el puesto 171 de la UK Singles Chart. En marzo de 1984, la compañía volvió a publicarla e ingresó en el puesto 47 de la lista, donde, tres ediciones después, alcanzó su posición más alta en el número 14. Permaneció un total de nueve semanas. Según Official Charts Company, en agosto de 2008, «Lucky Star» había vendido más de 117 470 copias en el Reino Unido. En Irlanda, alcanzó el puesto número 19 en su lista oficial de sencillos, mientras que en Australia llegó al 36.

## Video musical

### Antecedentes

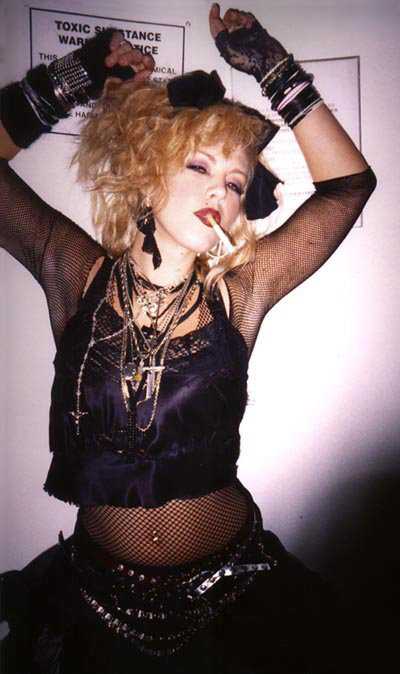
Mujer vestida similar a Madonna en el video musical de «Lucky Star». El estilo de vestir de la cantante a principios de los años 1980 inspiró a muchas jóvenes a imitarla

El video musical de la canción fue dirigido por Arthur Pierson y producido por Glenn Goodwin, mientras que Wayne Isham se encargó de la fotografía. Mary Lambert, quien en ese entonces recién se había graduado de la Escuela de Diseño de Rhode Island, fue la primera elección para dirigir el video, pero pronto fue reemplazada por Pierson. Warner Bros. le dio a Pierson un presupuesto limitado para el rodaje del video, que se llevó a cabo una tarde de septiembre.  Erika Belle y Christopher Ciccone, hermano de la cantante, aparecieron en el video como bailarines. En su libro Life with My Sister Madonna (2008), Ciccone recordó: «[Madonna] nos pidió que bailáramos en el video [...] Grabamos en el viejo estudio Charlie Chaplin [...] Me pagan solo 200 USD y tampoco recibo regalías. Sin embargo, en ese momento, estoy feliz de formar parte. La camaradería entre Madonna, Erika, Martin [Burgoyne] y yo es suficiente para mí». En el video, la cantante vistió un atuendo negro que consistía en un top corto de malla, guantes de encaje sin dedos, falda sobre medias, botines y estrellas y crucifijos colgando de sus orejas y alrededor de su cintura. Aunque la creación del atuendo se le atribuyó a su amiga Erika Belle, la biógrafa Mary Cross notó que Madonna estaba usando su ropa «habitual».
En el momento de su publicación, el modo de vestir de la cantante se estaba posicionando como una declaración de moda entre los jóvenes. El más prominente de todos los accesorios eran los crucifijos que Madonna usaba como pendientes y collares. Acerca de usar rosarios y crucifijos, la artista comentó: «Es algo fuera de lo común e interesante. Quiero decir, todo lo que hago es una especie de broma. Además, [los crucifijos] parecen ir con mi nombre». Sin embargo, el verdadero motivo de esto era que Madonna, inspirada por Boy George, Cyndi Lauper y David Bowie, y sus constantes cambios de imagen, buscaba un estilo que le permitiera destacarse de entre los demás. Madonna se dio cuenta de la importancia que tendrían sus videos musicales, emitidos a través de la cadena MTV, para su imagen y su popularidad. Posteriormente, el video figuró en los DVD The Immaculate Collection (1990) y Celebration: The Video Collection (2009).

### Sinopsis y recepción
El video comienza con una toma de primer plano en blanco y negro del rostro de Madonna deslizando sus gafas de sol por su nariz. Esta escena fue una referencia al personaje de Lolita, de la película de mismo nombre de Stanley Kubrick, y a Holly Golightly, personaje interpretado por Audrey Hepburn en el filme de 1961, Breakfast at Tiffany's. Seguido de esto, la imagen se desvanece a blanco, denotando el resplandor de las estrellas para volver a resumir en todo color. Madonna aparece bailando frente a un fondo blanco, con tomas intercaladas de su mirada hipnotizante. El video acaba con la misma toma inicial del rostro, ahora reproducida en reversa. El desmontaje y la colocación de las gafas proporcionó un marco para contener la canción, que funciona como un telón que marca la apertura y el cierre de una puesta en escena.
Stewart Mason, de Allmusic, comentó que las tomas de la cantante bailando frente al fondo blanco, hacían que el video fuese «simple pero poderosamente efectivo», y que era «500 veces más sensual que el coffee table book Sex». En su libro Before, Between, and Beyond: Three Decades of Dance Writing, la historiadora Sally Banes señaló que en el video, Madonna se retrató como el sujeto y objeto de la canción. Banes opinó que al quitarse las gafas al inicio del video, se estaba simbolizando como una estrella de cine, creando así una caracterización ambigua de sí misma y un tema narcisista. El autor Peter Goodwin, en su libro Television under the Tories: Broadcasting Policy 1979–1997, comentó que aunque «Lucky Star» no era un video narrativo, Madonna interpretaba al menos cuatro personajes: la persona de las gafas que observa, la bailarina de breakdance, la bailarina andrógina y una seductora. La yuxtaposición de todas estas caracterizaciones hacían quedar a Madonna como una narcisista. Las tomas de su cuerpo chocando contra el fondo blanco generaban la pregunta de que si la cantante se estaba dirigiendo a su amante o a ella misma en la canción. Según Goodwin, Madonna estaba creando una mujer erotizada para su propio placer.
La revista Time señaló que «[Ella] es sexy, pero no necesita un hombre, [...] está completamente sola». Adam Sexton, autor de Buscando desesperadamente a Madonna: En busca del significado de la mujer más famosa del mundo, sostuvo que los primeros planos del rostro de la intérprete tenían «un enfoque fetichista; sin embargo, [ella] deja en claro que sabe que está siendo observada e interrumpe el proceso de fetichización al guiñar su ojo, abrir su boca y mover la lengua de manera burlona». José Casesmeiro Osorio, de la revista Shangay Express, destacó que en el video podían observarse «algunos primeros planos de la cantante, que ya resultan míticos e icónicos». De la revista Parade, Samuel R. Murrian opinó que marcó «el momento en que [Madonna] se convirtió en una creadora de tendencias de estilo». De los 25 videos más destacados de la cantante, «Lucky Star» quedó en la decimonovena posición de la lista creada por el sitio Idolator; Mike Nied mencionó que la intérprete «exuda confianza y poder de estrella» y que el videoclip era «evidencia del atractivo innegable de la estrella en ascenso». Figuró en la misma posición en el conteo de NewNowNext; Louis Virtel, creador del artículo, resaltó la coreografía y expresó que «con un cuerpo celestial brillante y una mirada hambrienta perfeccionada, ella se mueve con un hábil abandono».

## Presentaciones en directo

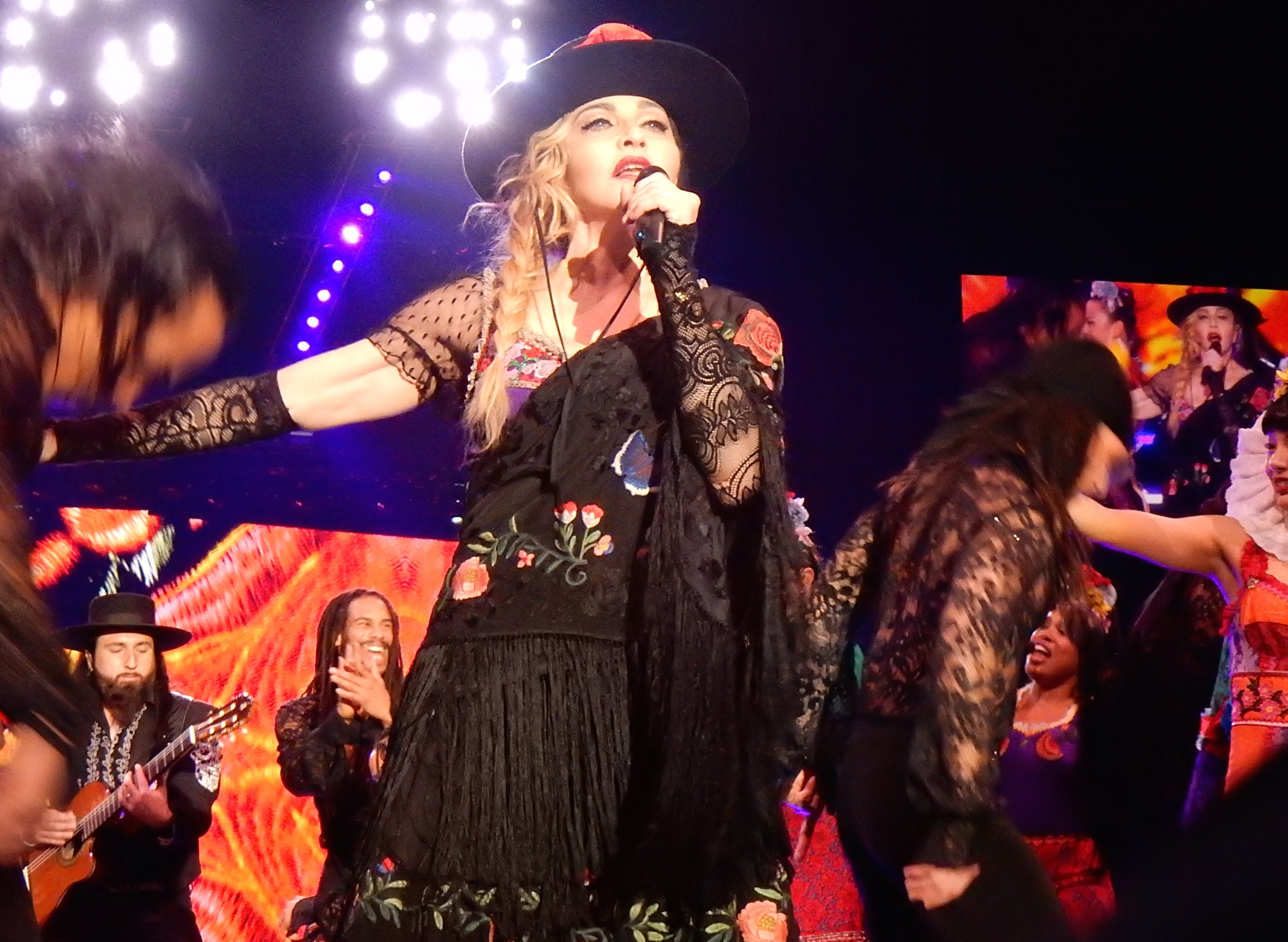
Madonna cantando «Lucky Star» en la gira Rebel Heart Tour; formó parte de un popurrí junto con «Dress You Up» e «Into the Groove»

Madonna interpretó «Lucky Star» en sus giras Virgin (1985), Who's That Girl (1987), Confessions (2006) y Rebel Heart Tour (2015-2016). En la primera, fue la tercera canción del segundo acto del espectáculo. Madonna interpretó la canción ataviada con un atuendo negro que consistía en un top con flequillos, guantes y falda a juego, chaleco con una cruz patada sujeta del lado derecho, leggins y botas de cuero de tacón bajo; también llevaba varios crucifijos de tamaños distintos colgados en diferentes partes de su cuerpo. Cantaba la versión original de la canción, y caminaba por el escenario mientras mostraba su abdomen. La actuación del tema se incluyó en el vídeo Madonna Live: The Virgin Tour, filmado en directo en Detroit. Dos años después, en el Who's That Girl World Tour, fue la segunda canción del repertorio. Madonna cantó bajo una bola de discoteca colgada sobre el escenario; lució un bustier negro, como en el video musical de «Open Your Heart» (1987), y su cabello rubio platino con un moldeado grande y espeso. En su reseña al concierto de Chicago, Scott A. Zamost y Elizabeth Snead sintieron que, si bien la voz de Madonna sonaba «fuerte», se «ahogaba con frecuencia y de manera molesta debido a una abrumadora banda de respaldo» en números como «Lucky Star». Se pueden encontrar dos actuaciones diferentes de esta gira en los videos Who's That Girl – Live in Japan, filmado el 22 de junio de 1987 en Tokio, Japón, y Ciao Italia: Live from Italy, grabado el 4 de septiembre de 1987 en Turín, Italia.
En el Confessions Tour, presentó una versión «moderna» de «Lucky Star». Lució un leotardo blanco de un solo hombro con cintas de cristales de Swarovski violetas en el torso ―similar al que usaron las cantantes de ABBA― diseñado por Jean Paul Gaultier, así como una capa de raso blanco, iluminada desde el interior, con Dancing Queen bordado en la espalda. Tras finalizar la interpretación de «La isla bonita» (1987), Madonna se tumba boca abajo en el escenario; seguido de esto, sus bailarinas la envuelven con la capa y proceden a cantar el tema juntas. Hacia el final de la interpretación, el ritmo de la canción empieza a fusionarse con el de «Hung Up» (2005), la última canción del concierto. Madonna le preguntaba a los espectadores si querían oír más y, tras su respuesta afirmativa, empezaba a cantar la primera línea del estribillo. El crítico Ed Gonzalez, de Slant Magazine, en su reseña del concierto, comparó a la artista con una mariposa que «vuela a los cielos disco durante una remezcla [de la canción] que en realidad, se escucha bien». Por su parte, Thomas Inskeep, de Stylus Magazine, la calificó como «fresca». La actuación del tema en Londres se grabó y se incluyó en el segundo álbum en vivo de Madonna, The Confessions Tour (2007).
En la gira The MDNA Tour de 2012, «Lucky Star» se usó en un interludio titulado «Radio Dial Static», junto con otras canciones como «Holiday», «Ray of Light» (1998), «Music» (2000) y «4 Minutes» (2008). En el Rebel Heart Tour de 2015-2016, formó parte de un popurrí estilo cumbia y salsa que también incluía los temas «Dress You Up» (1985) e «Into the Groove». La presentación incluyó simbología del Día de Muertos e imágenes de bordados en las pantallas; la cantante vistió un largo vestido negro, guantes de encaje, sombrero y chal, y se acompañó de bailarines mexicanos. En su reseña al concierto del Madison Square Garden en Nueva York, Rob Sheffield de Rolling Stone, llamó la presentación «generosa y sin prisas», mientras que Joe Lynch de Billboard opinó que, «aunque [las] maracas fueron un poco excesivas, la nítida guitarra española hizo que [estas] canciones sonaran nuevamente orgánicas».

## Versiones y apariciones en la cultura popular
El grupo de trip hop, Switchblade Symphony, incluyó su versión del tema en el álbum tributo de 2000, Virgin Voices: A Tribute to Madonna, Vol. 2. Heather Phares, del portal Allmusic, comentó que la canción era uno de los mejores momentos del álbum. En 2007, Alexandra Hope realizó una versión folk de la canción, que se incluyó en el álbum tributo de 2007, Through the Wilderness. La cantante canadiense Carly Rae Jepsen incluyó un sample de «Lucky Star» en su sencillo «Cut to the Feeling» (2017). El tema también se usó en la película de 1988, Un lugar en ninguna parte, en una escena donde el personaje del actor River Phoenix está en una clase de música. En 2000, el tema también formó parte de la banda sonora de la película Snatch, dirigida por Guy Ritchie, quien fuera esposo de Madonna de 2000 a 2008, y padre de su hijo Rocco, quien nació durante la filmación de la cinta. El video musical de la canción se mencionó en la cinta del director Quentin Tarantino, Pulp Fiction (1994), en una escena donde Fabienne —interpretado por la actriz Maria de Medeiros— le dice a su novio Butch —interpretado por Bruce Willis— que le gustaría tener un abdomen «como Madonna cuando hizo "Lucky Star"». En la serie de televisión estadounidense Modern Family, el personaje de Mitchell —interpretado por Jesse Tyler Ferguson— confiesa que cuando tenía doce años, su padre lo descubrió bailando «Lucky Star», lo cual considera «lo más vergonzoso que puede hacer un niño».

## Lista de canciones y formatos
| 7"  |                                |          |  |
| N.º | Título                         | Duración |  |
| 1.  | «Lucky Star» (versión editada) | 3:50     |  |
| 2.  | «I Know It»                    | 3:47     |  |

| 12" |                          |          |  |
| N.º | Título                   | Duración |  |
| 1.  | «Lucky Star» (U.S Remix) | 7:14     |  |
| 2.  | «I Know It»              | 3:44     |  |

| 12" (promocional) |              |          |  |
| N.º               | Título       | Duración |  |
| 1.                | «Lucky Star» | 5:30     |  |
| 2.                | «Holiday»    | 6:08     |  |

| Maxi CD |                          |          |  |
| N.º     | Título                   | Duración |  |
| 1.      | «Lucky Star» (U.S Remix) | 7:14     |  |
| 2.      | «I Know It»              | 3:47     |  |

## Créditos
- Madonna: composición y voz.
- Reggie Lucas: producción y programación de tambores.
- John «Jellybean» Benitez: mezcla de audio.
- Fred Zarr: sintetizadores y teclados.
- Dean Gant: sintetizadores y teclados.
- Ira Siegal: guitarras.
- Leslie Ming: Tambores.
- Bobby Melch: Saxofón tenor.

Créditos adaptados de las notas de Madonna.

## Posicionamiento en listas
| País (Lista 1984)                                    | Máxima posición |
| ---------------------------------------------------- | --------------- |
| Australia (Australian Kent Music Report)             | 16              |
| Canadá (RPM Top 100 Singles)                         | 8               |
| Estados Unidos (Billboard Hot 100)                   | 4               |
| Estados Unidos (Billboard Adult Contemporary)        | 19              |
| Estados Unidos (Billboard Hot Black Singles)         | 42              |
| Estados Unidos (Billboard Hot Dance Music/Club Play) | 1               |
| Irlanda (Irish Singles Chart)                        | 19              |
| Reino Unido (UK Singles Chart)                       | 14              |

| País (1984)                        | Mejor posición |
| ---------------------------------- | -------------- |
| Canadá (RPM Top 100 Singles)       | 72             |
| Estados Unidos (Billboard Hot 100) | 66             |